# Puente Alejandro Nevski
El puente Alejandro Nevski (en ruso: Мост Алекса́ндра Не́вского, romanización Most Aleksandra Nevskogo) se encuentra ubicado en la ciudad rusa de San Petersburgo. Su nombre se debe al legendario comandante militar ruso y político Alejandro Nevski. El puente conecta las avenidas Nevski y Zanevski, uniendo así las partes norte y sur de la ciudad. Hasta 2004, cuando se construyó el puente Big Obukhovsky, era el más largo en cruzar el río Nevá en San Petersburgo. Su longitud es de 905,7 metros de largo, y 35 metros de ancho. El puente fue construido de 1960 a 1965 bajo el nombre de viejo puente de Neva (ruso: Старо-Невский мост). Diseñado por los arquitectos A. Zhuk, S. Mayofis y Y. Sinitsa, el puente ha complementado el aspecto de los edificios adyacentes en los alrededores.  El proyecto fue dirigido por un equipo de ingenieros del instituto "Lengiprotransmost". La prueba se realizó mediante una columna de tanques del ejército. El 5 de noviembre de 1965 el puente se abrió para el tráfico.

## Navegación en verano
Durante el período de navegación de verano se abren una serie de puentes en los ríos de San Petersburgo incluyendo el puente Alejandro Nevski para permitir que los barcos pasen. El puente consta de siete tramos y el tramo central de 50 metros se puede abrir en dos minutos.